# Lőrincz Mátyás (pilóta)
Lőrincz Mátyás (teljes nevén: Lőrincz Mátyás Tibor, Nagyvárad, 1921. január 4. – Ságvár-Gámpuszta, 1944. november 5.) magyar pilóta, őrmester, aki hősi halált halt a második világháború idején.

## Élete
A család a trianoni békeszerződés után Romániához került részen maradt és Brassó, Kolozsvár, Marosvásárhely, Nagyszeben városokban töltötte fiatal éveit. 1941-től vadászpilótaként szolgált. Megalakulásától, 1944 májusától, a 101. Puma vadászrepülő osztályhoz rendelték szakaszvezetői rangban, majd hármas légi győzelméért 1944. július 1-jén soron kívül őrmesterré léptették elő.
1944. július 2-án lőtte le az első B–24 Liberator bombázó gépet. A második bombázót öt nappal később, július 7-i bevetésén lőtte le, a Liberator személyzetéből egy fő hősi halált halt, kilencen hadifogságba estek. A 101. vadászezred iratai szerint Lőrincz Mátyás a nyár folyamán összesen 14 bevetést repült az amerikaiak ellen (augusztus végéig), és 5 légi győzelmet aratott. Utolsó igazolt légi győzelmét 1944. október 12-én aratta, alacsonytámadásból visszatérve, Veszprém térségében, a leszálló magyar Messerschmitteket támadó P–51 Mustangok elleni légi harcban.
Utolsó bevetését 1944. november 5-én repülte, mely a 101. vadászrepülő ezred utolsó, nagy kötelékben végrehajtott, amerikaiak elleni bevetése volt. A bombázók megtámadása után a beérkező Mustangok megrongálták Lőrincz Mátyás gépét, aki a néhány találattól megsérült repülőt nem akarván nagyon megtörni, Ságvár mellett kieresztett futóval szállt le egy mezőn. A gép azonban a levegőből nem látható kis árokba gurult, amitől átvágódott és kigyulladt, ő pedig bent égett a gépben.

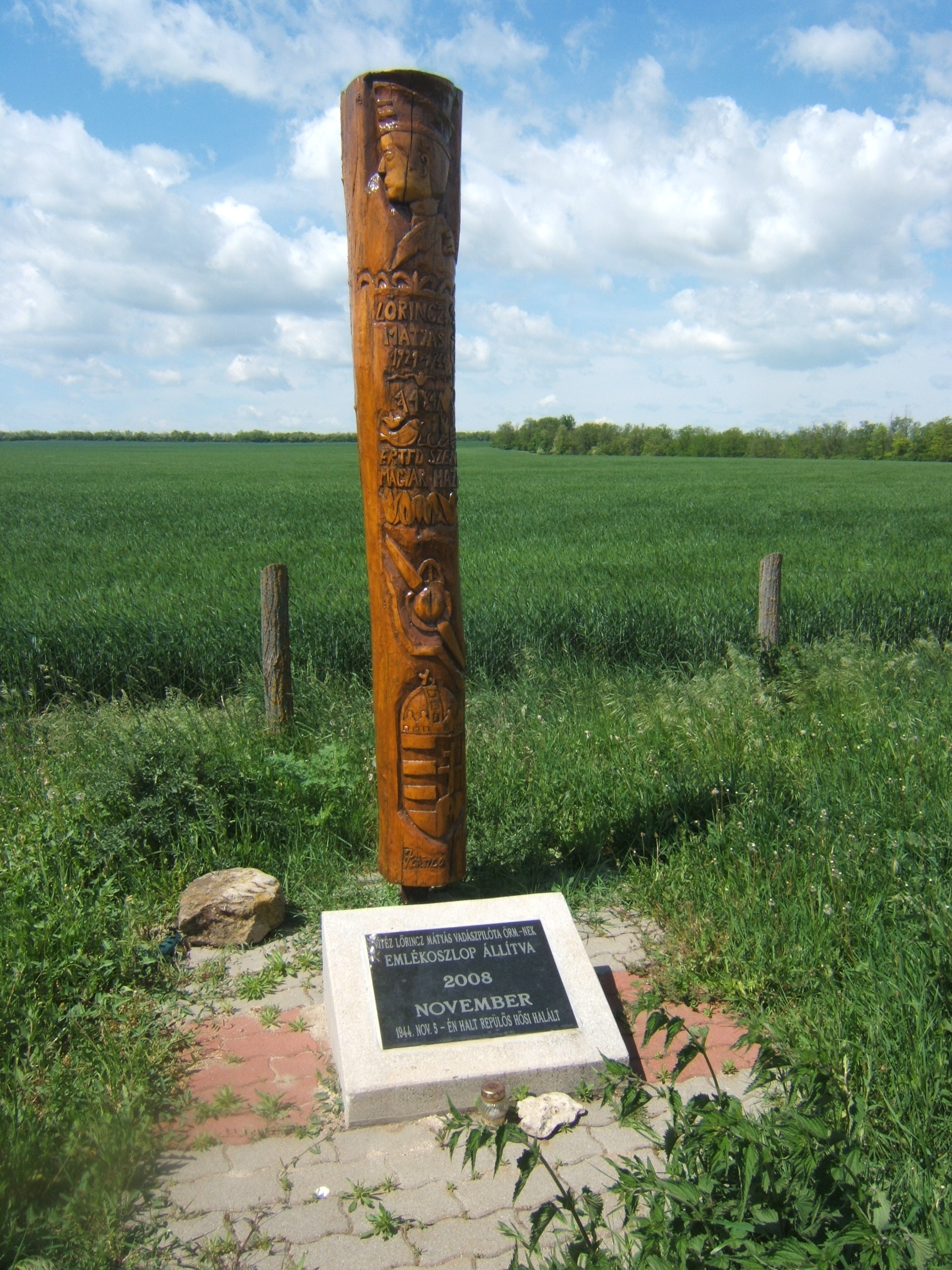
Lőrincz Mátyás emlékhelye Ságvár külterületén

Lőrincz Mátyást 1944. november 13-án temették el a csornai temetőben, ahonnan a 70-es évek elején átvitték Budapestre, a rákospalotai családi sírba, édesapja mellé, majd innen 1998-ban áthelyezték hamvaikat Kispestre, a wekerletelepi Szent József plébániatemplom urna-temetőjébe. Lőrincz Mátyás hamvai ma is ott nyugszanak. Csornai sírján – amelyet kegyeletből azóta is gondoznak – a következő felirat látható:
"Lőrincz Mátyás vadászpilóta őrmester
1921 Erdély - Dunántúl 1944
Érted Szent Magyar Hazám!"
Halálának 64. évfordulóján, 2008 novemberében egy régebb óta ott álló kőkereszt mellé kopjafát állítottak az egykori Gám-pusztán, az őrmester balesetének helyszínén.

## Légi győzelmei
- Légi győzelmeinek száma: 6.
- Repült célok elleni eredményei: kb. 20.
- Repülő beceneve: Matyi.

Azonossági száma: 5284-21-0044.
| Sorszám | Dátum             | Egység    | Repülőgép            | Ellenfél       |
| ------- | ----------------- | --------- | -------------------- | -------------- |
| 1       | 1944. június 16.  | 101. Puma | Messerschmitt Bf-109 | P–38 Lightning |
| 2       | 1944 június 16.   | 101. Puma | Messerschmitt Bf-109 | P–38 Lightning |
| 3       | 1944 június 16.   | 101. Puma | Messerschmitt Bf-109 | P–38 Lightning |
| 4       | 1944. július 2.   | 101. Puma | Messerschmitt Bf-109 | B–24 Liberator |
| 5       | 1944. július 7.   | 101. Puma | Messerschmitt Bf-109 | B–24 Liberator |
| 6       | 1944. október 12. | 101. Puma | Messerschmitt Bf-109 | P–51 Mustang   |

## Kitüntetései
- Magyar Nagy Ezüst Vitézségi Érem (1944.12.25.) (posztumusz),
- Magyar Nagy Ezüst Vitézségi Érem másodszor (1945.02.13.) (posztumusz),
- Magyar Kis Ezüst Vitézségi Érem (1944.12.17.) (posztumusz),
- Tűzkereszt I. fokozata a kardokkal és koszorúval.
- 2013. május 26-án, a budai vár gótikus lovagtermében, posztumusz vitézzé avatták.
- 2017. szeptember 23-án, a kecskeméti Szent Miklós Római Katolikus Főplébánia templomban, a Történelmi Vitézi Rend a Rend tagjai sorába vette.